# Pieter Coecke van Aelst
Pieter Coecke van Aelst vagy Pieter Coecke van Aelest (Aalst, 1502. augusztus 14. — Brüsszel, 1550. december 6.) németalföldi építész, szobrász, falikárpit- és üvegfestményrajzoló, teoretikus, V. Károly udvari festője, az id. Pieter Bruegel mestere és apósa.

## Életpályája
Festészeti tanulmányokat 1517-1521 közt folytatott Brüsszelben Bernard van Orley flamand festő, faliszőnyeg- és ólomüvegtervezőnél. Az 1520-as évek közepén Itáliában ismerkedett a reneszánsz és manierista művészettel, nagy hatással volt rá Raffaello, Leonardo da Vinci munkássága. Da Vinci hatására festette meg ő is az utolsó vacsora c. festményét, mely több másolatban is fellelhető. 1527-ben Antwerpenben telepedett meg, s tagja lett a helybeli Szent Lukács céhnek. Megnősült, de hamarosan meg is özvegyült. Építészeti műveiből csak az antwerpeni városháza egy kandallója maradt fenn. Jelentékeny volt gobelin és üvegfestménytervezői tevékenysége. Brüsszeli műhelyében számos szőnyeget készített, szőnyegmintáit főképpen Hieronymus Bosch és Raffaello festményei nyomán tervezte meg, egyik fő megrendelője a Vatikán volt.
Műhelye olyan mennyiségben képes volt szőnyegek előállítására, hogy piacot keresett szőnyegjeinek, ezért 1533-ban brüsszeli kereskedőkkel Konstantinápolyba utazott, de üzlet nem jött létre, mert a iszlám vallású törökök sem az emberek, sem az állatok ábrázolását nem fogadták el. Van Aelst egy évig maradt Törökországban, megtanulta a török nyelvet, s rajzokat készített az ottani városokról, tájakról, népszokásokról, hét fametszete került kiadásra ezzel összefüggésben. Éppen I. Szulejmán oszmán szultán uralkodásának idejéből valók e metszetek, tehát a magyarországi történelem tanulmányozása szempontjából is fontosak, hiszen Magyarország egyharmada ekkor közvetlen török uralom alatt állt. Van Mandel leírta könyvében, miket ábrázolnak a török témájú fametszetek, mely szerint
1. téma: A török szultán kilovaglása janicsárjaival és egyéb kíséretével.
2. téma: Egy török nászmenet ábrázolása, hogyan kísérik a menyasszonyt a muzsikások és hasonlók, s hogyan táncolnak a férfiak zeneszóra.
3. téma: A halottak eltemetésének módja a városon kívül.
4. téma: Az Újhold ünnepének ábrázolása.
5. téma: A törökök étkezésének ábrázolása.
6. téma: A törökök utazási szokásainak ábrázolása.
7. téma: A törökök katonai táborait ábrázolja.
Ezen metszetek jelenetei beszédes hátterekkel vannak ábrázolva, s a ruhaviseletek is alapos megfigyelés nyomán kerültek a képekre. Az alábbi metszeten a török szultán kilovagolását mutatjuk be, jól kivehetők a képen a korabeli építmények, köztük a bizánci a templom, a Hagia Szophia, továbbá az egyiptomi obeliszk, melyet még Theodosius emeltetett, ezek még ma is megvannak. A török katonai tábort ábrázoló metszeten saját magát is ábrázolta a festő török ruházatban és íjjal a kezében.
Egy év múltán hazaérkezett Németalföldre, újra megnősült, házasságából született leánygyermeke felnőve Van Aelest tanítványának, id. Pieter Bruegelnek lett a felesége, ennek folytán Ifj. Pieter Brueghel Van Aelst unokája.
Van Aelst sokoldalú egyéniség volt, az építészet, a grafika, a festészet, a gobelintervezés és az üvegfestés terén is megállta a helyét. Több nyelven (flamand, olasz, francia, török) írt és beszélt, az 1530-as és az 1540-es években kiadta flamand nyelven Vitruvius Építészetről szóló alapművét, majd Serlióét flamandul (1539) és franciául (1545) is.
Számos oltárképet, szárnyas oltárt, festményt, arcképet festett, életének utolsó éveiben V. Károly német-római császár udvari festője lett, az ő szolgálatában halt meg Antwerpenben.

## Galéria

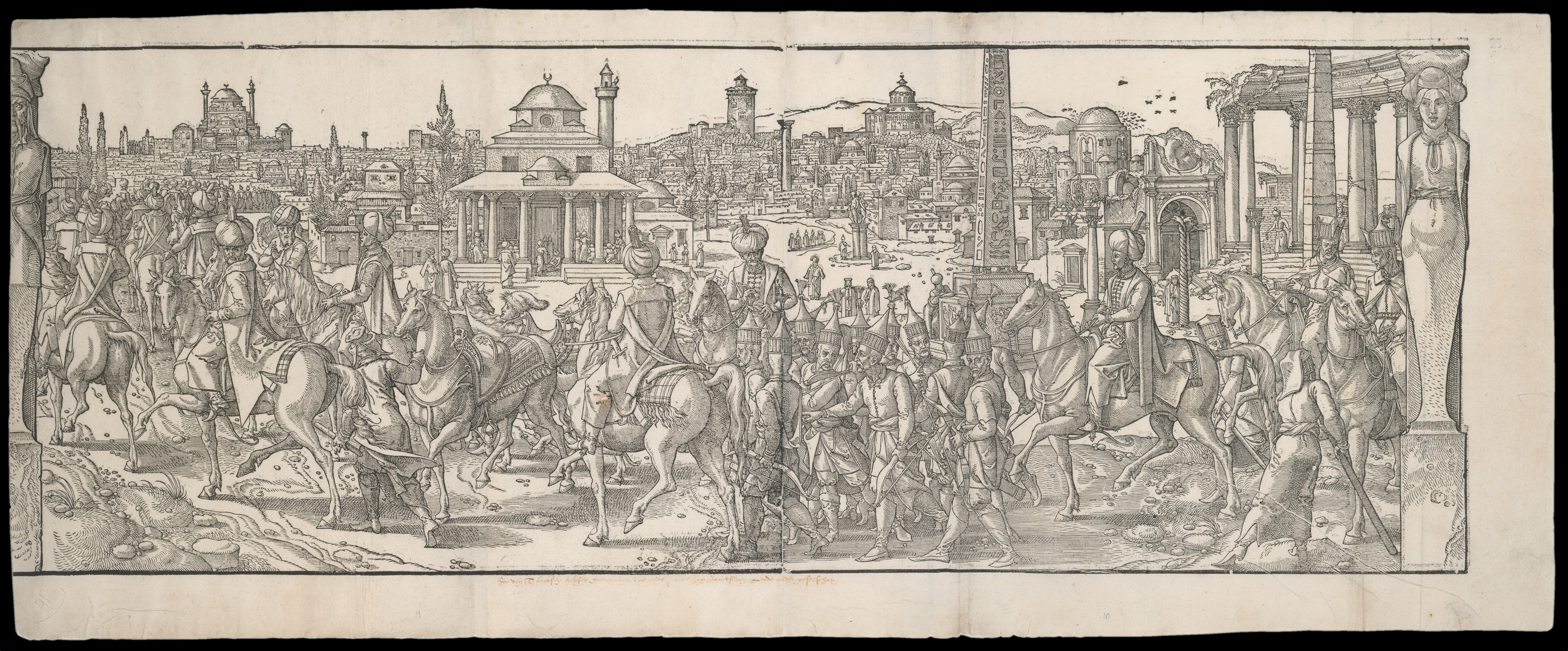
A török szultán kilovaglása janicsárjaival (1533 körüli rajz nyomán fametszet; háttérben Konstantinápoly korabeli fő látnivalói)
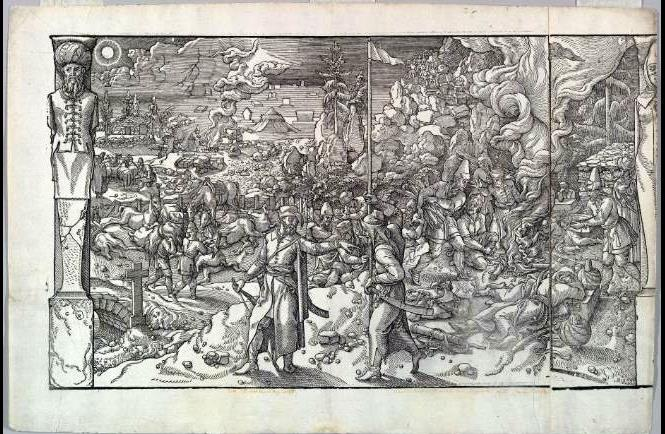
Török katonai tábor (1533 körüli rajz nyomán fametszet; előtérben a festő török ruhában, jobb kezében nyíllal, bal kezével egy török zászlótartóra mutat)
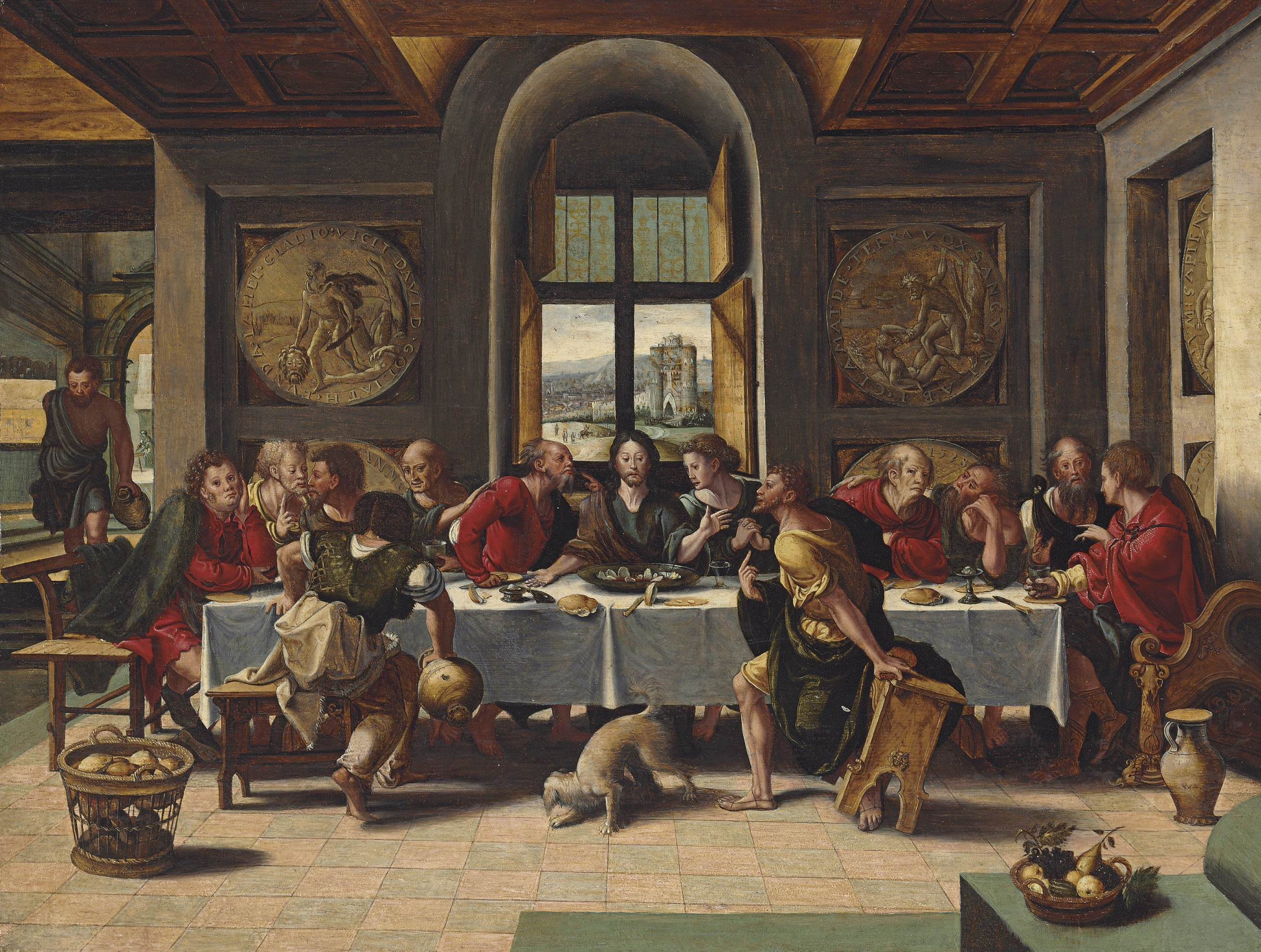
Utolsó vacsora (16. század első fele, olaj táblán; Musées Royaux des Beaux-Arts, Brüsszel)
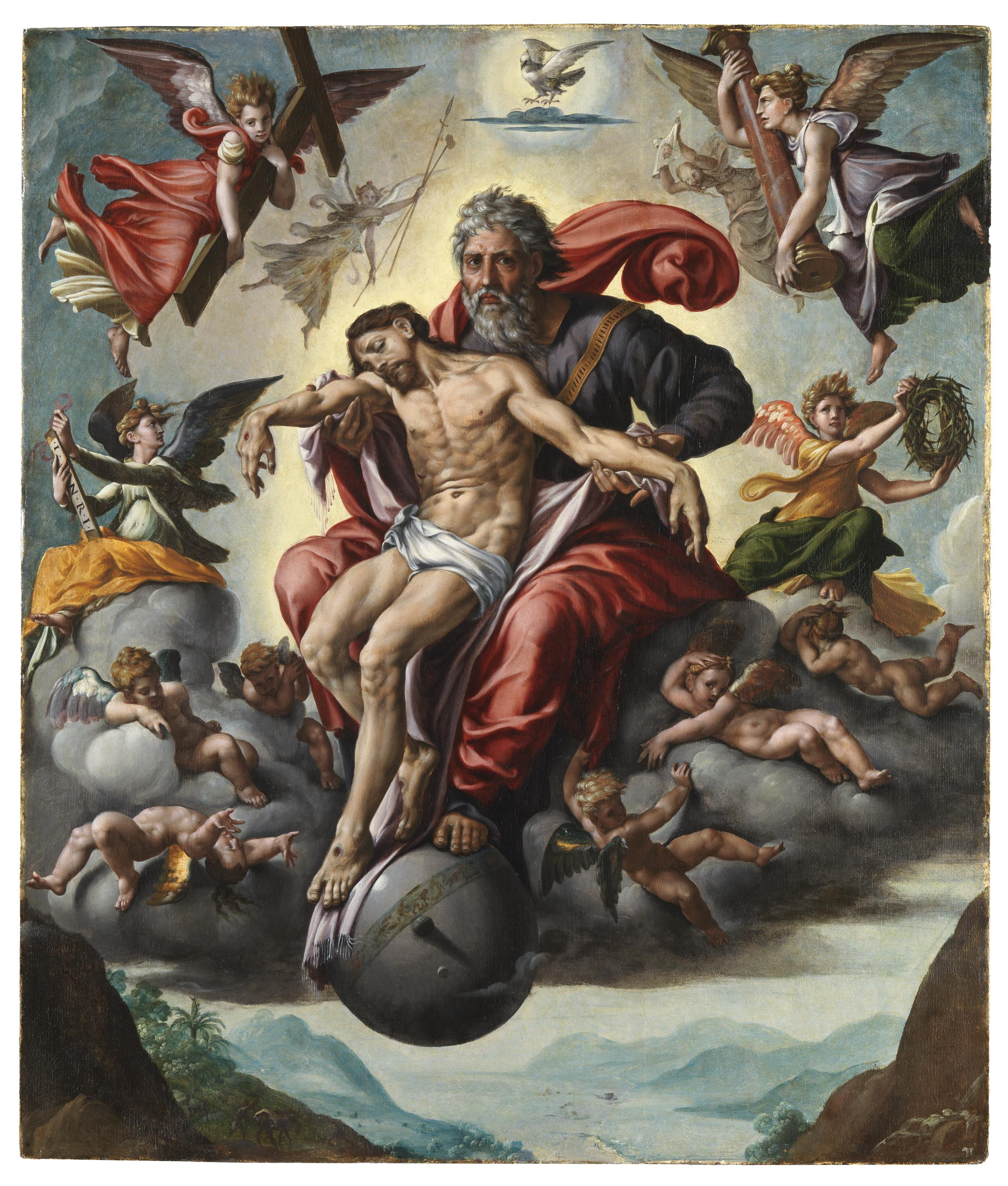
Szentháromság (Prado, Madrid)
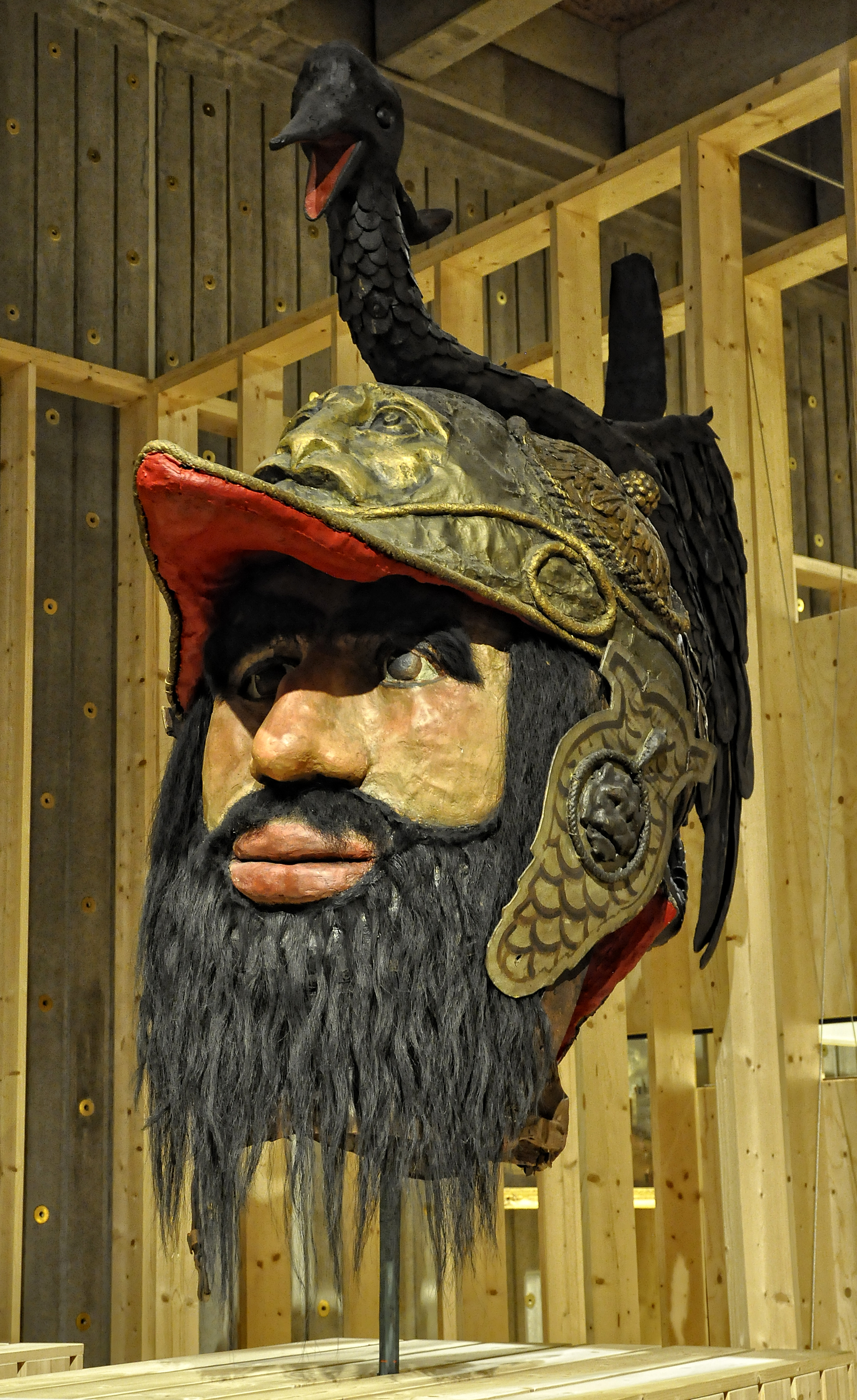
A belga legendában szereplő óriás, Druon Antigoon feje, melyet Van Aelest papírmaséja (1534-35) nyomán készítettek Antwerpenben